# Oosteindse polder
De Oosteindse polder is een polder ten oosten van de oude kern van Bergschenhoek, in de Nederlandse provincie Zuid-Holland. In het zuiden grenst de polder aan de Boterdorpse polder, in het noorden aan de Oosthoekeindse polder. Vanaf 1778 werd begonnen met het droogmaken van deze gebieden. Het gebied valt onder Hoogheemraadschap van Schieland en de Krimpenerwaard.
Het poldergebied Bleiswijkse Droogmakerij telde diverse molengangen die het water naar de Rotte pompten.

## Glastuinbouw
In 2001 werd het glastuinbouwgebied de "Oosteindse Polder" met tien moderne glastuinbouwbedrijven officieel in gebruik genomen worden.